# Richard Saeger
Richard Saeger, né le 4 mars 1964 à Rochester (New York), est un nageur américain.

## Palmarès

### Jeux olympiques
- Los Angeles 1984
  -  Médaille d'or en 4 × 200 m nage libre (participation aux séries)[1].

### Championnats du monde
- Championnats du monde de natation 1982
  -  Médaille d'or en 4 × 200 m nage libre.